# Elvenking
Elvenking är ett italienskt power/folk metal-band.

## Biografi
Elvenking bildades av de två vännerna Aydan och Jarpen, som båda är gitarrister, år 1997. Basisten Sargon anslöt sig till bandet. Bandet mötte många motgångar fram till mars 1998 då Damnagoras gick med i bandet som sångare och i september samma år värjade även bandet en trummis, Zender.
Bandet blev nu stabilare och de försökte skapa en bra blandning mellan folk metal och power metal.
Efter ett antal spelningar så bestämde de sig för att spela in ett promoalbum, vilket de gjorde 2000. Skivan döptes till To Oak Woods Bestowed. Eftersom Sargon valt att hoppa av bandet fick Damnagoras agera både sångare och basist. Albumet var tillräckligt bra för att Elvenking skulle få skivkontrakt, vilket de skrev med AFM Records. Gorlan, en vän till Aydan och Jarpen, började som basist.
Elvenkings första studioalbum släpptes den 23 juli och döptes till Heathenreel.
Albumet fick kritikerna att jubla och det dröjde inte länge förrän Elvenking turnerade runt om på festivaler i Europa med de stora banden.
I augusti 2002 blev Damnagoras tvungen att lämna bandet på grund av hälsoproblem. Han ersattes av Kleid som med sin sång plockade fram mer folkkänsla i bandet. Efter att Kleid gått med i bandet kom även en ny medlem med, Elyghen, en violinist och keyboardist. Efter detta släppte bandet sitt andra studioalbum Wyrd den 19 april 2004 och den skivan underströk bandets unika stil.
Sent samma år(2004) återvände Damnagoras och tog Kleids plats. Och genast började Elvenking arbetet med sitt tredje album The Winter Wake.
4 februari lämnar den ena grundaren, Jarpen, Elvenking på grund av att han tappat intresset.
The Winter Wake släpptes 27 januari 2006
Two Tragedy Poets (...And a Caravan of Weird Figures) släpptes 14 november 2008

## Medlemmar
Nuvarande medlemmar
- Aydan (Federico Baston) – gitarr, keyboard, bakgrundssång (1997– )
- Damnagoras (Davide Moras aka "Damna") – sång (1998–2002, 2004– ), basgitarr (1999–2000)
- Rafahel (Rafaello Indri) – gitarr (2009– )
- Lethien (Fabio Polo) – fiol (2010– )
- Jakob (Alessandro Jakobi) – basgitarr, bakgrundssång (2012– )
- Lancs (Marco Lanciotti) – trummor (2017– )

Tidigare medlemmar
- Sargon – basgitarr (1997–1999)
- Francesco Anselmi – trummor (1997–1998)
- Jarpen – gitarr, growl (1997–2005)
- Diego Lucchese –trummor (1998)
- Zender – trummor (1998–2011)
- Gorlan – basgitarr (2000–2012)
- Elyghen (Javier Arteta) – keyboard, violin, viola (2002–2010)
- Kleid (Massimo Bottiglieri) – sång (2002–2004)
- Symohn (Simone Morettin) – trummor (2011–2017)

Turnerande medlemmar
- Luca Luison – gitarr (2006–2007)
- Raffaello Indri – gitarr (2007–2009)
- Eleonora Steffan – violin (2007–2009)
- Marco Lanciotti – trummor (2017)
- Gabriele Boz – trummor (2018)
- Aldo Lonobile	– gitarr (2015)

## Diskografi
Demo
- 2000 – To Oak Woods Bestowed

Studioalbum
- 2001 – Heathenreel
- 2004 – Wyrd
- 2006 – The Winter Wake
- 2007 – The Scythe
- 2008 – Two Tragedy Poets ...and a Caravan of Weird Figurer (Acoustics)
- 2010 – Red Silent Tides
- 2012 – Era
- 2014 – The Pagans Manifesto
- 2017 – Secrets of the Magick Grimoire
- 2019 – Reader of the Runes - Divination

Livealbum
- 2015 – The Night of Nights - Live

Singlar
- 2008 – "From Blood to Stone"
- 2014 – "Elvenlegions"
- 2017 – "Draugen’s Maelstrom"
- 2017 – "The Horned Ghost and the Sorcerer"
- 2017 – "Invoking the Woodland Spirit"
- 2019 – "Under the Sign of a Black Star"
- 2019 – "Silverseal"
- 2019 – "Divination"